# Schnellfahrstrecke Tianjin–Qinhuangdao
| Streckenlänge: | 261 km               |                    |                    |
| Spurweite: | 1435 mm (Normalspur) |                    |                    |
| Stromsystem: | 25.000 V / 50 Hz ~   |                    |                    |
| Streckengeschwindigkeit: | 350 km/h             |                    |                    |
| Zweigleisigkeit: | durchgehend          |                    |                    |
| |                      |                    |                    |
| \| \| \| Tianjin \| \| \| \| Tianjin Küste \| \| \| \| Tianjin Küste Nord \| \| \| \| Changyi \| \| \| \| Tangshan \| \| \| \| Luan He \| \| \| \| Beidaihe \| \| \| \| Qinhuangdao \| |                      |                    |                    |
| Kopfbahnhof Streckenanfang |                      | Tianjin            | Tianjin            |
| Bahnhof |                      | Tianjin Küste      | Tianjin Küste      |
| Bahnhof |                      | Tianjin Küste Nord | Tianjin Küste Nord |
| Bahnhof |                      | Changyi            | Changyi            |
| Bahnhof |                      | Tangshan           | Tangshan           |
| Bahnhof |                      | Luan He            | Luan He            |
| Bahnhof |                      | Beidaihe           | Beidaihe           |
| Kopfbahnhof Streckenende |                      | Qinhuangdao        | Qinhuangdao        |

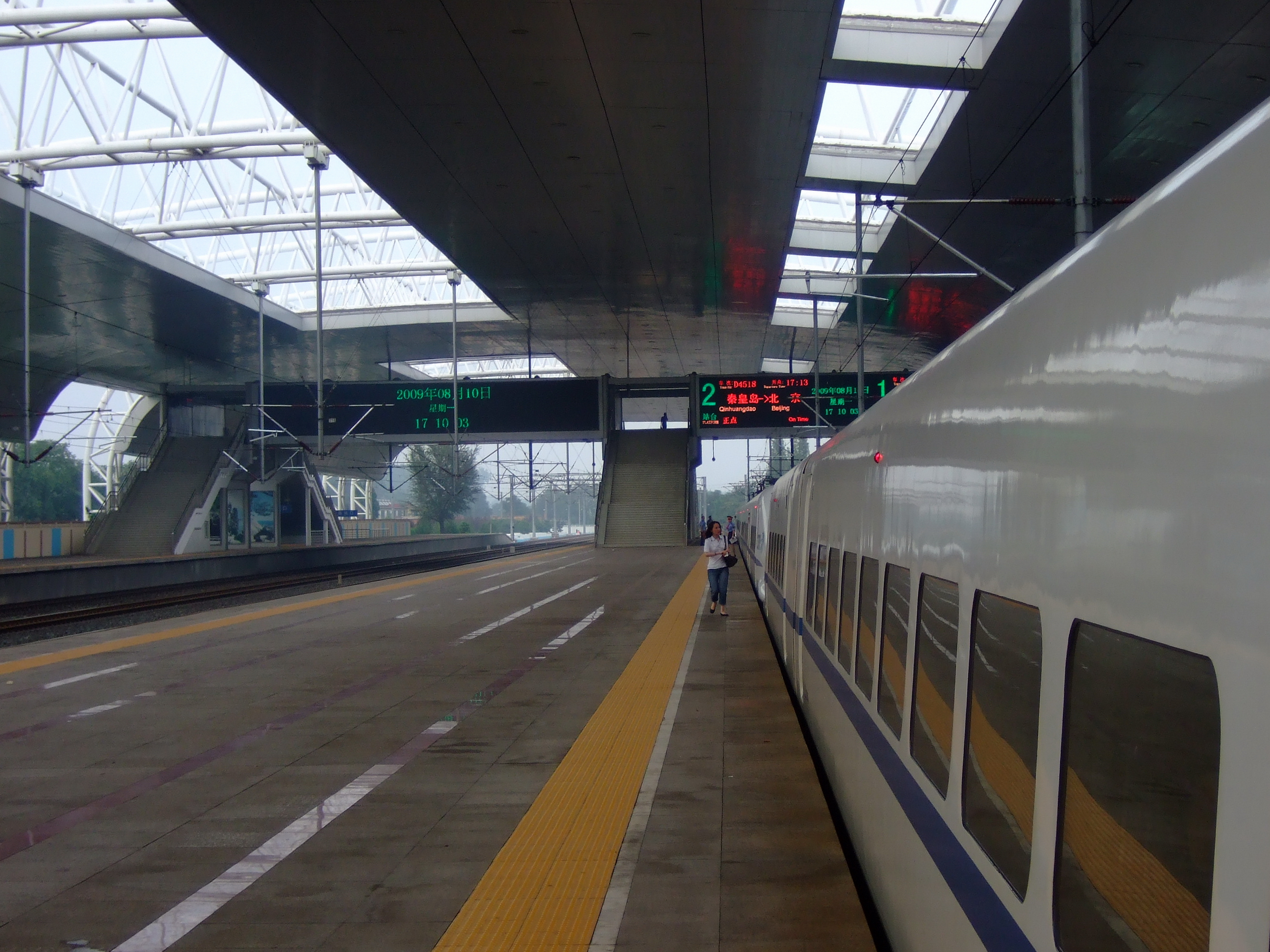
Bahnhof Beidaihe (2009) auf der heutigen Schnellfahrstrecke Tianjin–Qinhuangdao

Die Schnellfahrstrecke Tianjin–Qinhuangdao, auch als Jinqin PDL (津秦客运专线) bezeichnet, ist eine chinesische Eisenbahn-Schnellfahrstrecke zwischen Tianjin und Qinhuangdao. Die auf eine Höchstgeschwindigkeit von 350 km/h ausgelegte, ausschließlich von Hochgeschwindigkeitszügen befahrene Neubaustrecke ist 2013 eröffnet worden.
Die 261,2 km lange Strecke verknüpft die Hauptachsen Peking–Shanghai und Peking–Harbin und ermöglicht Direktverbindungen zwischen Shanghai und Harbin unter Umgehung des Großraums Peking.